# Manzac (Dordonya)
Manzac de Vern (en francès Manzac-sur-Vern) és un municipi francès situat al departament de la Dordonya i a la regió de la Nova Aquitània.

## Demografia
| 1962                                       | 1968 | 1975 | 1982 | 1990 | 1999 | 2007 |
| ------------------------------------------ | ---- | ---- | ---- | ---- | ---- | ---- |
| 437                                        | 401  | 420  | 417  | 488  | 505  | 507  |
| Des de 1962: població sense dobles comptes |      |      |      |      |      |      |

## Administració
| Període   | Identitat      | Partit |
| --------- | -------------- | ------ |
| 1919-1945 | Etienne Roque  |        |
| 1945-1959 | Roger Raymond  |        |
| 1959-1980 | Louis Fourgeau |        |
| 1980-     | Michel Girard  | PS     |